# Cyclura pinguis
La iguana de Puerto Rico o de Anegada (Cyclura pinguis) es una especie de iguana antillana en grave peligro de extinción. Extinta en Puerto Rico y Saint Thomas, solo sobrevive en la isla de Anegada.

## Historia natural
La iguana Anegada es la más antigua (temporalmente hablando) especie conocida del género Cyclura.  Un ancestro de esta iguana se dispersó en La Española, y luego en las islas del norte y occidentales, y se dividió en las demás especies y subespecies actuales del género Cyclura.

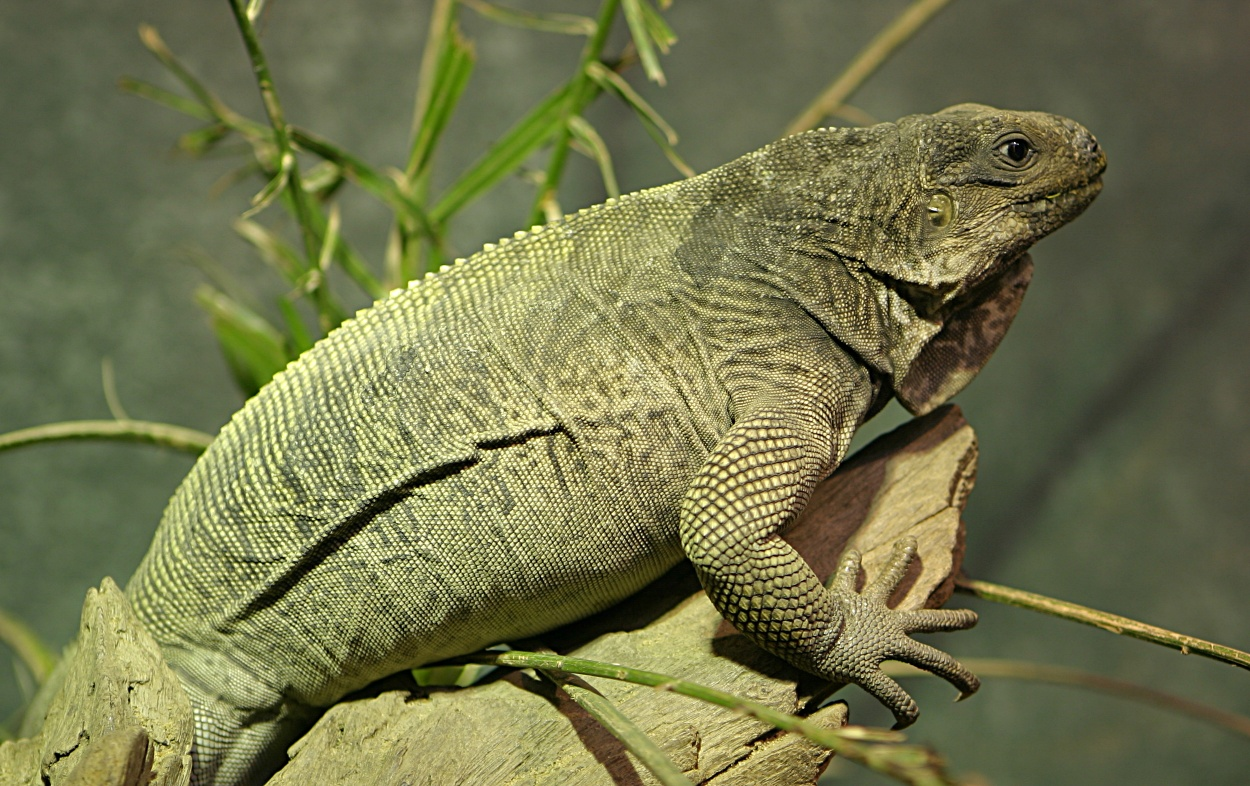
En el Houston Zoo.

## Taxonomía
Cyclura pinguis, fue descrita por el  herpetólogo norteamericano Thomas Barbour en 1917.  El nombre genérico (Cyclura) deriva del griego cyclos (κύκλος) que significa "circular" y ourá (οὐρά) significa "cola", hace referencia a la cola anillada de todas las iguanas de este género, con excepción de la iguana Anegada.  El epíteto específico (pinguis) significa "gordo" y se refiere a la apariencia rechoncha de esta especie.

## Dieta
Como todas las especies de Cyclura la iguana Anegada es básicamente herbívora, consume hojas, flores y frutos de diferentes especies de plantas. Sin embargo, actualmente debe coexistir con ovejas, burros y ganado y se han visto obligadas a comer solo la vegetación rechazada por estos animales domésticos.  Esto también las ha llevado a ser carnívoras oportunistas alimentándose de ciempiés (Chilopoda), milpiés (Diplopoda), cucarachas (Periplaneta), otros insectos y otros pequeños invertebrados.